# Перегрузне
Перегрузне (рос. Перегрузное) — село у Октябрському районі Волгоградської області Російської Федерації.
Населення становить 645  осіб. Входить до складу муніципального утворення Перегрузненське сільське поселення.

## Історія
Село розташоване у межах українського історичного та культурного регіону Жовтий Клин.
Згідно із законом від 15 грудня 2004 року № 968-ОД  органом місцевого самоврядування є Перегрузненське сільське поселення.

## Населення
| 2010 | 2012 | 2013 | 2014 | 2015 | 2016 | 2017 |
| ---- | ---- | ---- | ---- | ---- | ---- | ---- |
| 674  | ↗676 | ↘674 | ↘667 | ↘653 | ↘639 | ↗645 |